# ケプラー16b
ケプラー16b (Kepler-16b) は、恒星同士の連星ケプラー16の重心を中心に公転する太陽系外惑星である。初めて発見された、恒星同士の連星を公転する惑星である。

## 軌道
ケプラー16bは、K型主系列星であるケプラー16Aと、M型主系列星であるケプラー16Bの連星の重心を中心として公転する周連星惑星である。周連星惑星の最初の例は、中性子星のPSR B1620-26と白色矮星のWD B1620-2の連星系を中心として公転する太陽系外惑星「PSR B1620-26 b」が1993年に発見されているが、恒星同士の連星を中心として公転する明確な例はケプラー16bが最初である。
ケプラー16bは、ケプラー16系の重心から約1億500万km (0.71AU) 離れたところを約229日周期で公転しており、2012年頃は、ケプラー16Aの手前を7.2時間、ケプラー16Bを6.0時間かけて通過する。周連星惑星が恒星の手前を横切る様子が観測されたのも初である。ケプラー16の恒星同士も互いの手前を通過するアルゴル型食変光星であり、元々食変光星として観測されていた。ケプラー16bはケプラー16の恒星同士が食を起こしていない時にも、更に2度光度が変化する現象の説明として、第3の天体の食による光度変化として観測された。

ケプラー16系の模式図。ケプラー16A（黄）とB（赤）が互いの重心を回っており、その周囲をケプラー16b（紫）が公転している

ケプラー16bは、連星系の惑星生成の限界であると考えられていた半径の内側を公転している点でも珍しい。マサチューセッツ工科大学のサラ・シーガーによると、接近した連星の惑星の軌道が安定するには、連星同士の軌道長半径の少なくとも7倍の距離が必要という。しかし、ケプラー16bの軌道長半径は、ケプラー16Aとケプラー16Bの軌道長半径の3.41倍しか離れていない。なお、この値は見つかっている周連星惑星の中で最小の値である。
ケプラー16bがケプラー16Aとケプラー16Bの両方を通過するのは2014年までであり、2014年以降はAとBのどちらか片方しか通過しなくなる。そして2018年から2042年まではどちらの恒星の手前も通過しなくなり、トランジット法では検出されなくなる。

## 物理的性質
| 木星 | ケプラー16b |
| ---- | ----------- |
| 木星 | Exoplanet   |

ケプラー16bは、質量が木星の0.333倍、半径が0.7538倍と推定されている。およそ土星サイズの天体であるが、ほとんどがガスで構成されている土星や木星とは異なり、半分がガス、半分が岩石で構成されていると考えられている。
ケプラー16の光度変化と連星系の軌道を厳密に測定することによって、ケプラー16系の恒星と惑星の半径と質量は極めて高い精度で測定することが可能である。発見チームのリーダーであるSETI協会のローランス・ドイルは「私は、この太陽系外惑星の測定は最高のものであると考えています。」と話す。例えば、惑星の半径は0.3%以下の精度で求まっているが、これは2012年4月現在、どの惑星よりも厳密な精度である。

## ハビタブルゾーン
ケプラー16bの表面温度は-100℃から-70℃であると推定されている。ケプラー16のハビタブルゾーンは、明るい恒星であるケプラー16Aの光度から、5500万kmから1億600万kmであると推定されており、ケプラー16bの軌道長半径の値1億500万kmは、ハビタブルゾーンの外側の縁に相当する。ケプラー16bはガス惑星なので、地球で考えられるような生命は存在しにくいと考えられるが、仮に地球サイズの衛星が存在すれば、十分な大気を持つことによって生命が発生することが可能であるという。テキサス大学アーリントン校のビリー・クォールズらのコンピューター・シミュレーションの結果では、ケプラー16の誕生後、ケプラー16Aのハビタブルゾーンに存在した地球型惑星が、他天体の重力の影響で軌道から外側に放り出され、移動の途中でケプラー16bに捕獲され、衛星になりうるという。衛星が地球質量の5分の1より重ければ、衛星の公転によるケプラー16bの軌道の微妙なふらつきを検出できるという。
連星系において生命の可能性を議論できることは重要である。なぜならば、宇宙には単独星は少なく、かなりの恒星が二重以上の連星であるからである。かつては、連星系において惑星は安定して存在することがなく、したがって生命が存在する可能性も低いと考えられてきたが、ケプラー16bの発見は、科学者が何十年も発見することのできなかった、連星系の惑星に生命の可能性を示唆する重要な「マイルストーン」である。

## フィクションとの関連
ケプラー16bの表面からケプラー16を見れば、地球と違い、「太陽」が2つあることになる。これは映画『スター・ウォーズ・シリーズ』に登場する架空の惑星「タトゥイーン」に似ている。惑星が発見された時の報道発表も、例えとして「タトゥイーン」の名称を用いており、発見したSETI協会は非公式に「タトゥイーン (Tatooine)」という名称を用いている。この研究成果に対して、スター・ウォーズ・シリーズの製作会社ルーカスフィルムのVFXスーパーバイザー、ジョン・ノールは、「科学的発見は時として想像を超えるものです。こうした発見が、これから様々な作品にインスピレーションを与え、想像以上の世界に思いをいたす可能性を広げてくれます。」と称賛を述べている。
ただし、タトゥイーンが地球よりやや小さい、明確な表面を持った荒涼とした砂漠の岩石惑星であるという設定に対し、ケプラー16bは冷たい土星サイズのガス惑星であるため、映画のように農民が農業をしている可能性はない。ただし、先述した地球サイズの衛星が存在すれば、居住可能性は出てくる。また、映画とは異なり、太陽の位置関係は時間によって変化する。

## 発見
ケプラー16bはケプラー宇宙望遠鏡が観測した15万以上もの恒星のトランジットのデータから発見された。ケプラー宇宙望遠鏡は、ハビタブルゾーンに存在する惑星、もしくは地球サイズの惑星を見つけることのできる、NASAにおける最初のミッションである。

## 名前
この惑星の名前は、ケプラー宇宙望遠鏡が発見した惑星系のうち、16番目に登録されたことに因むが、単に「ケプラー16b」とすると、ケプラー16系の恒星「ケプラー16B」との区別が曖昧になることがある。また、連星の片方のみを公転する太陽系外惑星は多数あるが、これらは特に恒星のAやBに従って名称を付けることがあまりないため、この惑星が連星系を中心として公転していることが分かりにくい。そのため、通常は「ケプラー16(AB)b」とし、ケプラー16Bとの曖昧さが存在しない場合は「ケプラー16b」と記す場合が多い。